# Eiríkr
Érico Torvaldsson (nórdico antigo: Eiríkr Þorvaldsson), também conhecido como Eric, o Vermelho, Érico, o Vermelho, Erik, o Vermelho ou Érico, o Ruivo (nórdico antigo: Eiríkr hinn rauði), foi um viquingue, comerciante e explorador norueguês em finais do século X, que estabeleceu o primeiro assentamento europeu na Gronelândia (c.985). Era pai de Leif Ericson, um dos primeiros europeus a chegar à América do Norte. Especula-se que a sua alcunha, "o Vermelho", se deva aos seus cabelos ruivos. As principais fontes de pesquisa sobre a sua vida são as sagas islandesas de Érico, o Vermelho e dos Gronelandeses.

## História

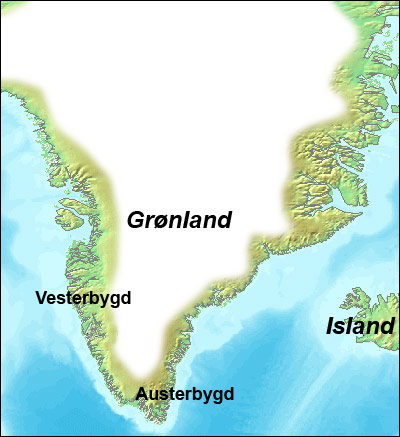
Groenlândia de Érico, o Vermelho

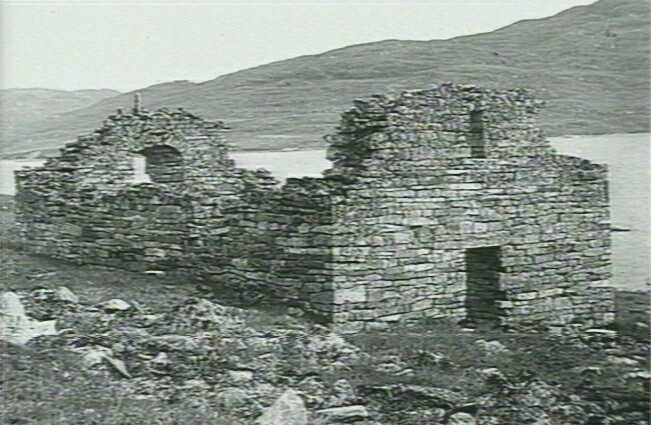
Ruínas da Igreja de Hvalsey, do tempo da colonização nórdica

Érico nasceu por volta de 950, na atual Noruega, no entanto foi banido de lá por ter matado um outro norueguês. Érico foi banido da Noruega e navegou para a Islândia com o seu pai Thorvald, que tinha sido exilado por homicídio culposo, estabelecendo-se na ilha e reconstituindo a sua vida com sua família até que em 980, por razões desconhecidas, matou outro homem e foi banido novamente. Sem poder morar na Noruega ou na Islândia, Érico e alguns seguidores seus navegaram durante dois anos para descobrir novas terras, e assim desembarcaram na Groenlândia por volta de 985. Com a ideia de criar seu reino, independente da Noruega, Érico voltou à Islândia para buscar novas pessoas, e de regresso à Groenlândia fundou a cidade de Gardar e a propriedade rural de Brattalid (Brattahlid) em 985. Aos poucos foram chegando pessoas e a Groenlândia foi cada vez sendo mais habitada.
O seu filho, Leif Ericsson, que ajudou sempre o pai, introduziu o Cristianismo na Groenlândia, apesar da forte oposição deste. Cerca do ano 1000, chegou à América do Norte que foi batizada de Vinlândia, em virtude de por ali haver cepas bravas. Érico morreu no ano 1000, deixando seu filho Leif Ericsson como seu sucessor em Bratalida.